# Festival Internacional del Circo Elefante de Oro
El Festival Internacional del Circo Elefante de Oro (en catalán, Festival Internacional del Circ Elefant d’Or) es un festival de circo español, que se celebra anualmente en Cataluña desde 2012.

## Historia
Se celebró en Figueras desde marzo de 2012 hasta febrero de 2017, y, desde 2018, se lleva a cabo en Gerona. Debe su nombre a la estatuilla elefantina de su primer premio, inspirada por la obra de Salvador Dalí.
Lo organiza la Circus Arts Foundation, una fundación cultural sin ánimo de lucro especializada en la difusión de las artes circenses, y está presentado por su director, Genís Matabosch. El objetivo del festival es «ubicar las artes circenses en la consideración social que les corresponde, como parte constituyente de nuestra cultura, y junto a las otras artes escénicas como el teatro, la danza o la lírica»; así como el de difuminar los límites entre el circo tradicional y contemporáneo presentando espectáculos en los que puedan confluir culturas, tradiciones y estéticas dispares en un mismo espacio artístico, sumando atracciones vanguardistas con otras de corte más clásico.
El principal requisito de selección de espectáculos para este festival es que los números participantes no deben haberse presentado antes en otras pistas de Europa.
Inició en Figueras en 2012. A finales de 2013, la Circus Arts Foundation y el Ayuntamiento de Figueras firmaron un convenio de subvención para garantizar la continuidad del festival hasta el 2017.  A pesar de que estaba prevista la firma de otro convenio con el Ayuntamiento de Figueras para celebrar el festival hasta 2021, en julio de 2017 el pleno rechazó la moción para garantizar la continuidad del festival y para construir en la ciudad el museo europeo del circo, Circusland. Esto, sumado al riesgo técnico y financiero que suponía el viento de tramontana, provocó la cancelación definitiva del festival en Figueras y su traslado al Campo de Marte del Parque de la Dehesa de Gerona a partir de 2018.
En abril de 2020, durante el confinamiento por la crisis sanitaria del COVID-19, se emitieron los tres espectáculos de la 9.ª edición a través de Facebook. Debido a las diversas restricciones (de aforo, de desplazamiento y por la distribución de espacios de vacunación) nacionales e internacionales por la pandemia de coronavirus, la celebración de la décima edición del festival, prevista del 18 al 23 de febrero de 2021, se pospuso al año siguiente. En su lugar, en 2021 se celebró una edición especial del 24 al 28 de junio, con el sobrenombre de “Festival de Festivales”, por tener como participantes a los ganadores de ediciones anteriores de los principales festivales de circo internacionales. Se realizó en homenaje a los festivales de circo cancelados y pospuestos en todo el mundo a causa de la pandemia. Fue la primera cita del mundo circense en retomarse después de la crisis sanitaria. Debido a la imposibilidad logística de celebrarlo en su emplazamiento habitual, se trasladó al pabellón municipal de Fontajau. Por precaución sanitaria, el público estuvo separado por asientos libres. Participaron 49 artistas de 15 países en 18 atracciones. Asistió un total de 10 345 espectadores.
El festival fue nominado a mejor festival de circo del mundo en los Master Circus Awards de Sochi en 2016, compitiendo con los de Montecarlo, París, Latina y Moscú.  A lo largo de sus ediciones, ha aumentado el aforo, los espacios, los artistas y países participantes, el presupuesto e impacto económico, por lo que ha ganado relevancia internacional como escaparate de novedades para las principales compañías circenses europeas y como el mayor evento circense de España y de Europa que se encuentra entre los 5 mayores del mundo, junto a los celebrados en Mónaco, China y Rusia.

## Estructura
Es uno de los más de diez festivales circenses del mundo que se rigen por la mecánica modelo del Festival Internacional de Circo de Montecarlo que consiste en dos espectáculos distintos de competición, entre los que se reparten las 24 atracciones participantes; y una tercera gala, en la que actúan los artistas premiados, y tras la cual el jurado internacional hace entrega de los premios.

## Jurado y premios
El jurado del festival, que cambia de integrantes cada año, está compuesto por alrededor de 15 profesionales de diferentes campos del mundo del circo. Se dividen en tres secciones, dependiendo de su perfil: Jurado y premios oficiales: el jurado oficial, encabezado por un presidente designado, se compone de personalidades eminentes de la pista, como pueden ser los diferentes responsables de algunos de los circos y festivales más importantes del sector a nivel mundial, entre los que destacan Rolf Knie, Gia Eradze, o el doctor Alain Frère; Jurado y Premio de la Crítica y de la Imagen: de este jurado derivan dos premios distintos, uno de la crítica que reúne a profesionales como investigadores, historiadores, analistas o redactores especializados en circoy otro de la imagen,; y, otro por la de la imagen, que incluye a una selección de fotógrafos de circo destacados, que valoran la plasticidad y la estética de las atracciones; y, los Premios especiales: los galardones otorgados por cuenta propia por ciertas entidades y personalidades destacadas del mundo circense, como, por ejemplo, el Cirque du Soleil, los circos Nikulin y Bolshói de Moscú, o el Capital Circus de Budapest. También se otorga el premio del público al número que obtiene la mayoría de votos de los espectadores, quiene al entrar al recinto reciben una tarjeta para votar.

## Música
Los espectáculos del festival están acompañados por una orquesta en directo. Desde 2012 hasta 2018, el jefe de orquesta fue el compositor de música circense Carmino d’Angelo (conocido por su trabajo en Francia en el Cirque Pinder, o en otros festivales, como el Cirque de Demain de París). La orquesta recibió el Premio Procircus en la primera edición del festival, y d’Angelo, el Elefante de Oro Honorífico en 2019.
Desde 2019, la que pone música a cada número es la Paris Circus Orchestra, de 9 miembros, encabezada por Pierre Pichaud, director de la orquesta del Cirque d’Hiver Bouglione de París y de otros espectáculos circenses, como Nits de Circ.

## Ediciones

### Figueras (2012 - 2017)
- 1ª edición (1-4 de marzo de 2012): Se celebró bajo el nombre de Festival Internacional del Circ Castell de Figueres, en el Castillo de San Fernando. En él actuaron 52 artistas de 13 países en un total de 22 atracciones; y asistieron 14.432 espectadores, con una ocupación del 98,6% del aforo total de los espectáculos, que la organización calificó de «éxito rotundo». Una comitiva de doce artistas, presidida por la elefanta Dumba, realizó el paseo inaugural por las calles de la ciudad. Tuvo un presupuesto de 295.000 euros.[28][29][30][31][32]

- 2ª edición (21-25 de febrero de 2013): La ubicación de la gran carpa se trasladó al recinto ferial de Figueras, y el subtítulo del festival cambió a Ciutat de Figueres por el desacuerdo entre el Ayuntamiento y el consorcio del Castillo de San Fernando. En él actuaron 63 artistas de 12 países en 22 atracciones; y asistieron 23.009 espectadores. Se duplicaron el espacio que ocupaba la carpa (de 2.700 a 4.200 m²), el número de entradas a la venta (de 1.450 localidades en cada función a 2.250) y el presupuesto, de 440.000 euros.[33][34][35][36][37]

- 3ª edición (20-24 de febrero de 2014): El año anterior, la organización del festival realizó una intensa campaña de promoción en festivales de circo de Francia, Ucrania, China y Rusia para ampliar su impacto como cita de referencia del mundo circense a nivel internacional, iniciativa que se han mantenido y ampliado en ediciones posteriores. Como consecuencia, el número de artistas se amplió a 65, el de países representantes a 14, y el de atracciones a 24; así como el número de funciones y el presupuesto, de 560.000 euros. Acudieron 28.146 espectadores, con una ocupación del 95% del aforo, y tuvo un impacto económico para la ciudad de 1.235.327 euros.[38][39][40][41]

- 4ª edición (26 de febrero-2 de marzo de 2015): Reunió a 82 artistas de 16 países en 24 atracciones, y asistieron 30.412 espectadores, con una ocupación del 92,5%. El presupuesto fue de 583.000 euros. Como novedad, en esta edición se estrenó una carpa 360° con cúpula cuadrada, que permitía la visibilidad total mediante la elevación del graderío y el cambio de la sujeción interior con cuatro mástiles por dos arcos telescópicos exteriores. El aumento del diámetro de la carpa a 52 m y su altura de 15 m abrió la puerta a la presentación de las disciplinas circenses de altura más aparatosas, como el trapecio volante, que ese mismo año presentó el Circo Nacional de Pionyang.[42][43][44][45]

- 5ª edición (25-29 de febrero de 2016): El festival adquirió el subtítulo Elefante de Oro. Se consolidó como uno de los cinco mayores festivales circenses internacionales del mundo, así como el segundo más grande de Europa después del de Montecarlo. Participaron 79 artistas de 13 países en 22 atracciones (de los 84 y 24 previstos, respectivamente, por lesión en una y bloqueo de aduanas del material en otra), entre las que predominaron las disciplinas aéreas que ahora podían competir gracias a las dimensiones de la nueva carpa. Asistieron 30.547 personas, con una ocupación del 98,9%.[17][18][46][47][48]

- 6ª edición (16-20 de febrero de 2017): Fue la última en Figueras. En ella participaron 88 artistas de 11 países en 24 atracciones; asistieron 31.474 espectadores, con el 95% de ocupación, y su presupuesto fue de 610.000 euros.[49]

### Gerona (2018 -)
- 7ª edición (22-26 de febrero de 2018): Concursaron 88 artistas de 18 países en 24 atracciones. Asistieron 30.608 personas. La ocupación de las funciones abiertas al público general, por primera vez en su historia, fue del 100%.Tuvo un presupuesto de 708.000 euros, y un impacto económico en la ciudad de 1,4 millones. Esta edición celebró el 250 aniversario del nacimiento del circo moderno, y, en conmemoración, el departamento filatélico de Correos, en colaboración con la Circus Arts Foundation, emitió un sello titulado 250 anys de circ (1768-2018) - Girona, Circus World Capital. También presentaron juntos una exposición de filatelia circense en la oficina local de Correos. Por otra parte, el Cirque du Soleil realizó su único casting en Europa en el marco del festival, bajo la gran carpa.[50][51][52][8][53][54]

- 8ª edición (14-19 de febrero de 2019): Estuvo marcada por la ampliación de días (pasando el lunes a ser el día del espectador), funciones y espacios, al anexarse como vestíbulo el Palacio de Ferias de Gerona para acoger la primera feria sectorial Circus World Market, y aumentar el aforo con 4.280 butacas más. Compitieron 78 artistas de 13 países en 24 atracciones. Asistieron 33.297 espectadores, con un 94,82% de ocupación.[55][56][57][58][59]

- 9ª edición (13-18 de febrero de 2020): Se conmemoró el 50.º aniversario de la llegada de la primera compañía de circo ruso a España. De las 24 atracciones en esta edición, 10 vinieron de Rusia. Actuaron 84 artistas de 12 países. Se estrenó una nueva carpa, similar a la de ediciones anteriores en Figueras, que sustituía la sujeción de los mástiles interiores por dos arcos gigantes exteriores, de manera que el aforo total volvió a ampliarse con 4.384 butacas más. Asistieron 33.824 personas y tuvo un presupuesto de 708.000 euros.[60][61][62][63][64]
- 10º aniversario del festival (17-22 de febrero de 2022): Se ofrecieron entradas gratuitas al personal sanitario acreditado durante la Feria de Muestras de Gerona de 2021. Participaron 94 artistas de 13 países en 24 atracciones. Las localidades se vieron reducidas en un 30% (11.000 menos) para respetar las medidas de distanciamiento social.[65][66][67][68][69]
- 11ª edición (2-7 de marzo de 2023): Destacó la presencia de un jurado íntegramente femenino por primera vez en la historia del festival.[70] Participaron 70 artistas batiendo un récord interno de 20 países en 26 atracciones.[71][72]
- 12ª edición (22-27 de febrero de 2024): Concursaron 81 artistas de 16 países en 24 atracciones.[16][73][74]

## Actividades paralelas
Desde su creación, además de los espectáculos principales, en el marco del festival suelen celebrarse otras actividades relacionadas con el circo. Algunas de las más destacadas han sido: la Feria Internacional de Coleccionismo Circense (2012 a 2017), conferencias y talleres como Dalí i el circ, en el Teatro del Museu Dalí, por Josep Playà (2014), El Circ en el cómic, por Joan Manuel Soldevilla (2015), El pallasso i la música: com els pallassos han fet ús de la música al llarg de la història, por el carablanca Gensi (2018); otros espectáculos como el del clown David Larible en el Teatro de Figueras (2015) o Imaginem Xostakóvitx un concierto de música circense (2018); exposiciones temáticas, fotográficas y de artes plásticas, tales como El Circ al Cinema y Els espectacles de la il·lusió. Història de la magia a Figueres (2013); Tebeos sota la carpa: el circ en el cómic (2015); El Circ de Joan Soler-Jové, pintures i dibuixos o Segells de Circ: filatèlia circense internacional (2018); un concurso de escaparates con temática circense de tiendas locales; y presentación y publicación de libros.

## Circus World Market
Desde 2019, el acceso a la carpa principal se realiza a través del Palacio de Ferias de Girona, donde se lleva a cabo el Circus World Market (o Salón Mundial del Circo), la única feria sectorial circense del mundo. En ella puede exhibirse cualquier empresa o compañía que ofrezca servicios relacionados con el circo, como: montaje de carpas, luz y sonido; sastrería y maquillaje; decorados; venta de aparejo y productos especializados; webs, editoriales y revistas especializadas; agencias artísticas; federaciones, escuelas y asociaciones, entre otros.
En la primera edición de la feria se exhibió la maqueta a escala 1:25 de 50 m² del Circo Gleich, el mayor circo en miniatura del mundo, construida por el ingeniero holandés V. Herwerden, que forma parte de los fondos de Circusland. 

## Acción social y benéfica
El festival colabora anualmente en diversas causas sociales para acercar el circo a todos los públicos. Ha participado en campañas con Cáritas en Figueras y con los servicios sociales del Ayuntamiento de Gerona y con el programa Apropa Cultura para ofrecer hasta a 600 personas en riesgo de exclusión social la posibilidad de asistir a los espectáculos gratuitamente. En ocasiones, algunos de los artistas del festival se desplazan para realizar muestras en residencias de mayores y asilos, centros penitenciarios, centros sociosanitarios u hospitales.
Por otra parte, las entradas de los niños menores de dos años tienen un precio simbólico, e, igualmente, al resto de espectadores se les da la posibilidad de pagar un importe adicional al comprar su entrada. La suma de ambas cantidades se destina cada año a una entidad social de Girona. Han sido beneficiarias de estas donaciones las fundaciones Els Joncs u Oncolliga Girona, Xarop Clown o Pallapupas.

## Récords batidos en el festival
- 9ª edición (2020): Wesley Williams, de EE. UU., batió el récord Guinness montando el monociclo más alto del mundo (8,87 m).[86]

- 11ª edición (2023): Los Flying Caballero, de México, se convirtieron en la primera troupe de trapecio volante de la historia en presentar tres cuádruples saltos mortales consecutivos en el mismo espectáculo, y ejecutados por tres ágiles distintos.[87][88] Por su parte, el Dúo Wizzards de Rusia batió el récord Guinness de mayor número de cambios de vestuario en menos de un minuto (30 cambios en 39 segundos).[89][90]

- 12ª edición (2024): Los Flying González, de Chile, batieron el récord de mayor número de trapecistas en un mismo número (15, doce ágiles y tres portores) presentando el triple trapecio volante por primera vez en un festival de circo. Por otro lado, dos troupes, de Nanchong y Dezhou, China, se unieron para presentar el mayor número de integrantes en un número de malabares con jarrones de la historia.[91][92][93]